# والتر شتاينر
والتر شتاينر هو مجدف سويسري، ولد في 10 سبتمبر 1946.

## وصلات خارجية
- والتر شتاينر على موقع الاتحاد الدولي للتجديف (الإنجليزية)
- والتر شتاينر على موقع اللجنة الأولمبية الدولية (الإنجليزية)
- والتر شتاينر على موقع أوليمبيديا (الإنجليزية)